# 達利涅列琴斯克區

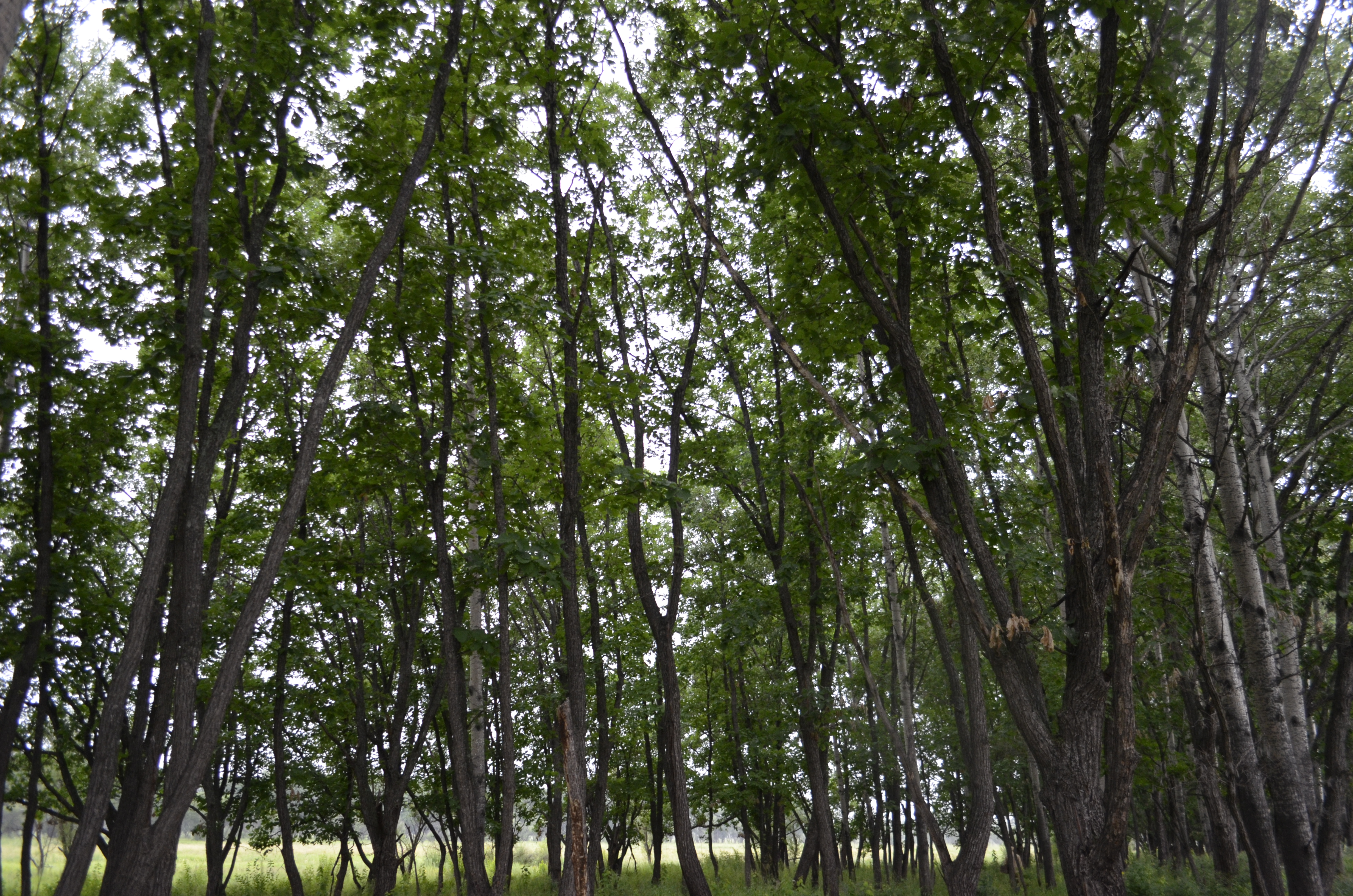

45°56′N 133°44′E / 45.933°N 133.733°E
達利涅列琴斯克區（俄语：Дальнереченский район），是俄羅斯的一個區，位於該國東南部，由濱海邊疆區負責管轄，始建於1926年，面積7,235.53平方公里，2010年人口11,344，人口密度每平方公里1.57人。